# Drosophila trichaetosa
Drosophila trichaetosa är en tvåvingeart som beskrevs av Elmo Hardy 1965. Drosophila trichaetosa ingår i släktet Drosophila och familjen daggflugor.
Artens utbredningsområde är Hawaii.